# Тохтуева
Тохтуева — село в Соликамском районе Пермского края. Административный центр Тохтуевского сельского поселения.

## История
Населённый пункт известен с 1800 года как однодворок Тохтуев, позже — как деревня Тохтуева (статус села никогда раньше не имело). 12 августа 1965 года на базе колхозов им. Чапаева и им. «Октябрь» был создан совхоз «Соликамский». С 21 августа 1979 до января 2006 года Тохтуева являлась центром Тохтуевского сельского совета.

## Географическое положение
Расположено примерно в 9,5 км к северо-западу от районного центра, города Соликамск.

## Население
| 2010 | 2021  |
| ---- | ----- |
| 1583 | ↘1274 |

## Топографические карты
- Лист карты O-40-6 Тюлькино. Масштаб: 1 : 100 000. Издание 1978 г.